# Johannes Bernhard

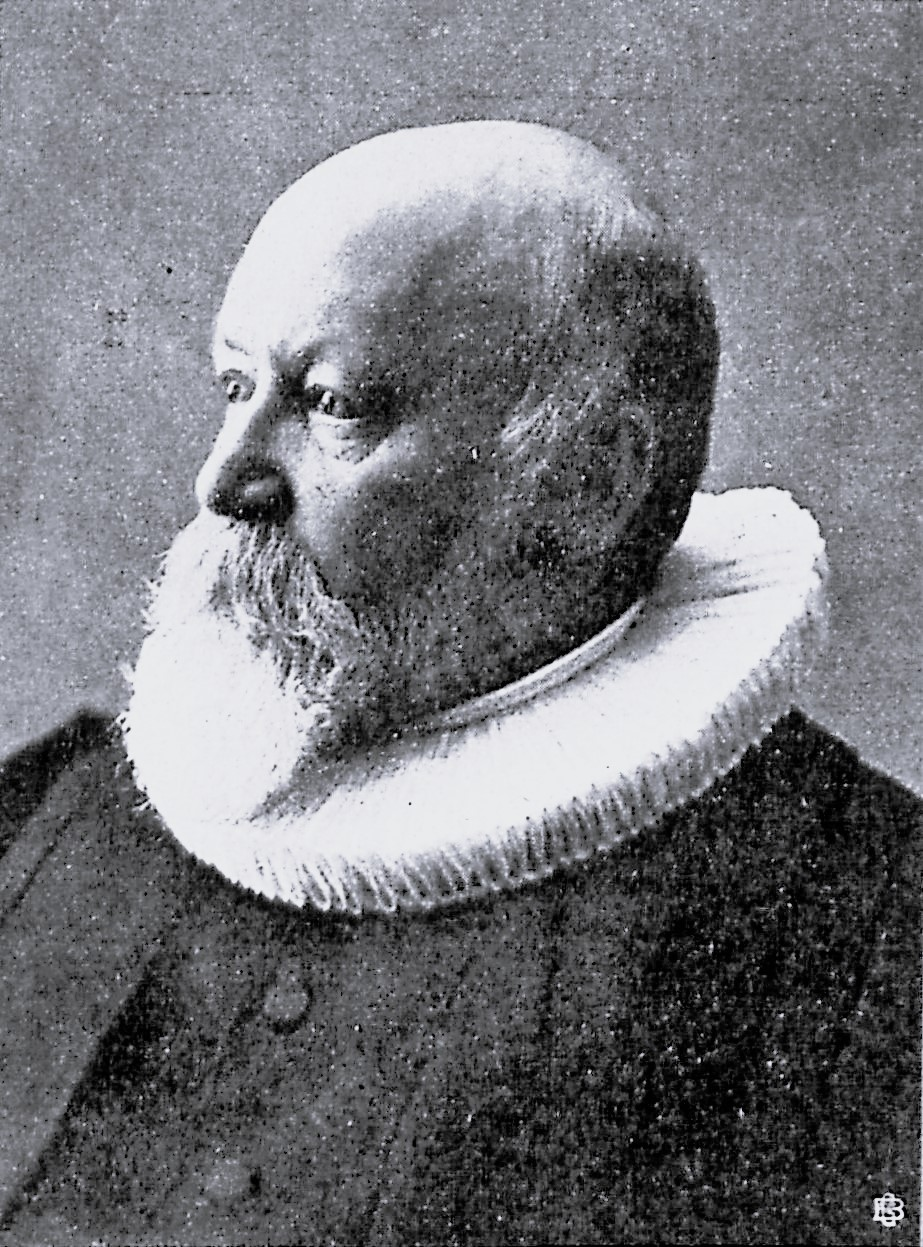
Hauptpastor Bernhard

Johannes Bernhard (* 17. November 1846 in Boren; † 22. April 1915 in Lübeck) war ein deutscher evangelisch-lutherischer Geistlicher und Hauptpastor an St. Lorenz in Lübeck-St. Lorenz.

## Leben

### Herkunft
Bernhards Vater war Lehrer und Küster in Boren. Er war bei der Erhebung 1848 und in den Jahren danach durch seine aufrechte Art und seine deutsche Gesinnung, die auf seinen Sohn überging, der Halt der Gemeinde gewesen.
Nach Beendigung seiner Schulzeit wollte er zuerst ein Handwerk erlernen. Dieses Vorhaben gab er jedoch nach einem Jahr wieder auf, bezog als Sechzehnjähriger in Glückstadt das Gymnasium und machte dort sein Abitur. Kurz nachdem er dort begonnen hatte, machte ihn der frühe Tod seiner Eltern zur Vollwaise. Dies zwang ihn zur Selbstständigkeit im Urteilen und Handeln und prägte sein starkes schleswig-holsteinisches Unabhängigkeitsgefühl weiter. Für jene Eigenschaften sollte er später in Lübeck bekannt sein.
Anschließend studierte er Evangelische Theologie in Tübingen und Kiel.

### Laufbahn
Nachdem er Prädikant in Breklum war, wurde er nach seiner Ordination vom 23. November 1873 Pastor in Simonsberg (Propstei Husum) und dann an der Alten Kirche in Pellworm.

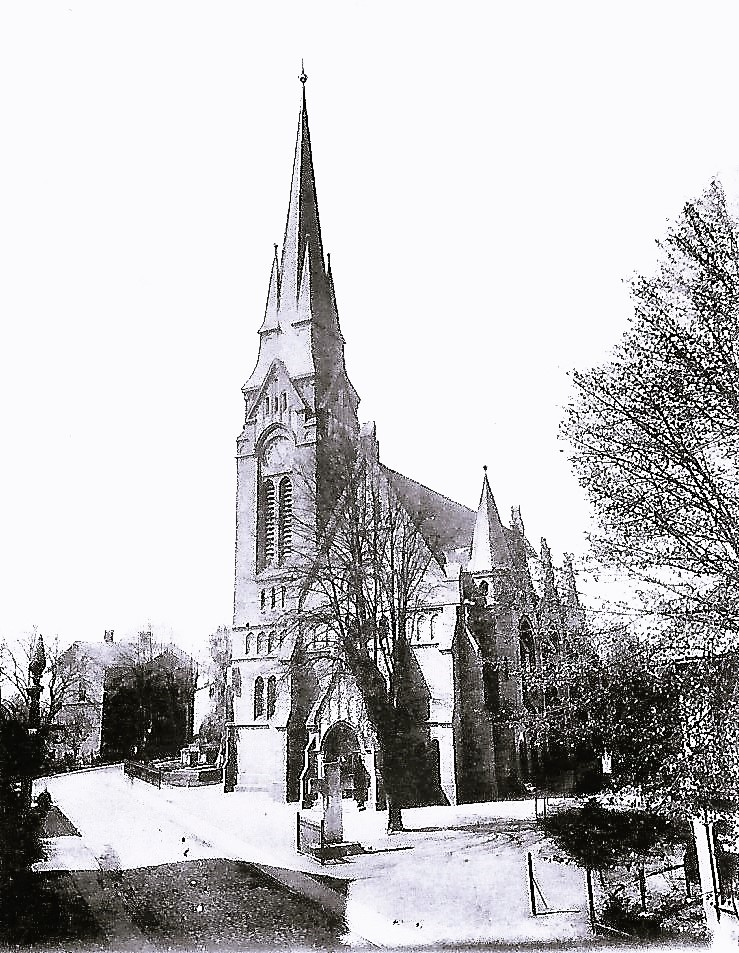
St. Lorenz-Kirche

Das neu geschaffene Amt des zweiten Pastors in St. Lorenz trat er am 23. April 1882 an. Als es hier dem Schleswig-Holsteiner gelang seine neue Heimat zu verstehen und zu lieben öffnete er sich der lübeckischen Art und gewann Geltung und Anerkennung.
Für die Wahl eines neuen Hauptpastors an Stelle des in den Ruhestand getretenen Senior Johann Carl Lindenberg an St. Aegidien wurden die Herren Pastoren Bernhard, Holm (seit dem 5. Februar 1876 Diakon an St. Aegidien) und Lindenberg (Nusse) präsentiert. Gemeindevorstand und -ausschuss erwählten am 19. März Carl Theod. Holm.
Als Nachfolger für den am 1. Januar 1891 in Pension gehenden Hauptpastor von St. Jakobi, Gustav Hofmeier, schlug dessen Vorstand die Pastoren Lindenberg, Marth und Bernhard vor. Am 20. November wurde von diesen Lindenberg erwählt.
Als Nachfolger des in den Ruhestand tretenden Pastors Johann Hermann Bousset, Vater von Wilhelm Bousset, wurde Bernhard am 23. April 1898 zum Nachfolger als erster Pastor (Hauptpastor) berufen. Seine gesamte Arbeitskraft stellte er fast ausschließlich in den Dienst seines kirchlichen Amtes, seiner Gemeinde und seiner Landeskirche. Neben der Predigt, Seelsorge und dem Unterricht engagierte er sich vor allem in der kirchlichen Armenpflege.
Auch seine Veröffentlichungen, wie die noch wenige Wochen vor seinem Tode erschienene Schrift Wir alle wollen Hüter sein, trugen durchweg einen seelsorgerischen Charakter.
Sein stark ausgeprägter Sinn für kirchliche Würde und Form machte ihn zur treibenden Kraft beim Bau und der Ausschmückung der neuen Kirche. Derselben Neigung und Begabung verdankte man die Bearbeitung der lübeckischen Kanzelgebete, der liturgischen Gebete für die Landeskirche. Als es sich 1909 darum handelte, die bis dahin gebräuchlichen fünf Lübeckischen Kirchengebete durch eine reichhaltige Sammlung zu ersetzen, hat Hauptpastor Bernhard als Vorsitzender der liturgischen Kommission des Ministeriums die Arbeiten nicht nur geleitet, sondern zum weitaus größten Teil selber vollzogen. Von den 65 Gebeten, die die Sammlung enthielt, waren 12, als deren Verfasser die Kommission genannt ist, von Bernhard selbst entworfen und alle übrigen mehr oder weniger stark überarbeitet worden.
Zum Ausbruch des Krieges überraschte Bernhard durch die Altar- und Kanzelgebete für die Kriegszeit. Sie wurden in ihrer „wundervollen“ Sprache mit reichem und tiefem Empfindungsgehalt von den Gemeindemitgliedern dankbar allsonntäglich aufgenommen. Sie wurden zum Teil für andere Landeskirchen vorbildlich. Eine ähnliche Arbeit, um die er gebeten worden war, hatte er, als er erkrankte, zur Hälfte vollendet. Drei Wochen litt er an einer Lungenentzündung. Als eine Rippenfellentzündung hinzukam, verstarb er.
Für die Liebe und Verehrung innerhalb seiner Gemeinde legten nicht nur die sehr beträchtlichen Spenden für die Kirchenausschmückung und die Armenpflege zu seinen Amtsjubiläen 1898 und 1907 Zeugnis ab. Sie zeigte sich noch einmal bei der Trauerfeier, die in seiner Kirche unter großer Beteiligung seiner Gemeinde gehalten wurde, bevor er beigesetzt wurde.

### Familie
Bernhard war mit Dorothea, geborene Rissen, verheiratet und war Vater mehrerer Kinder.